# Eurythmics/Auszeichnungen für Musikverkäufe

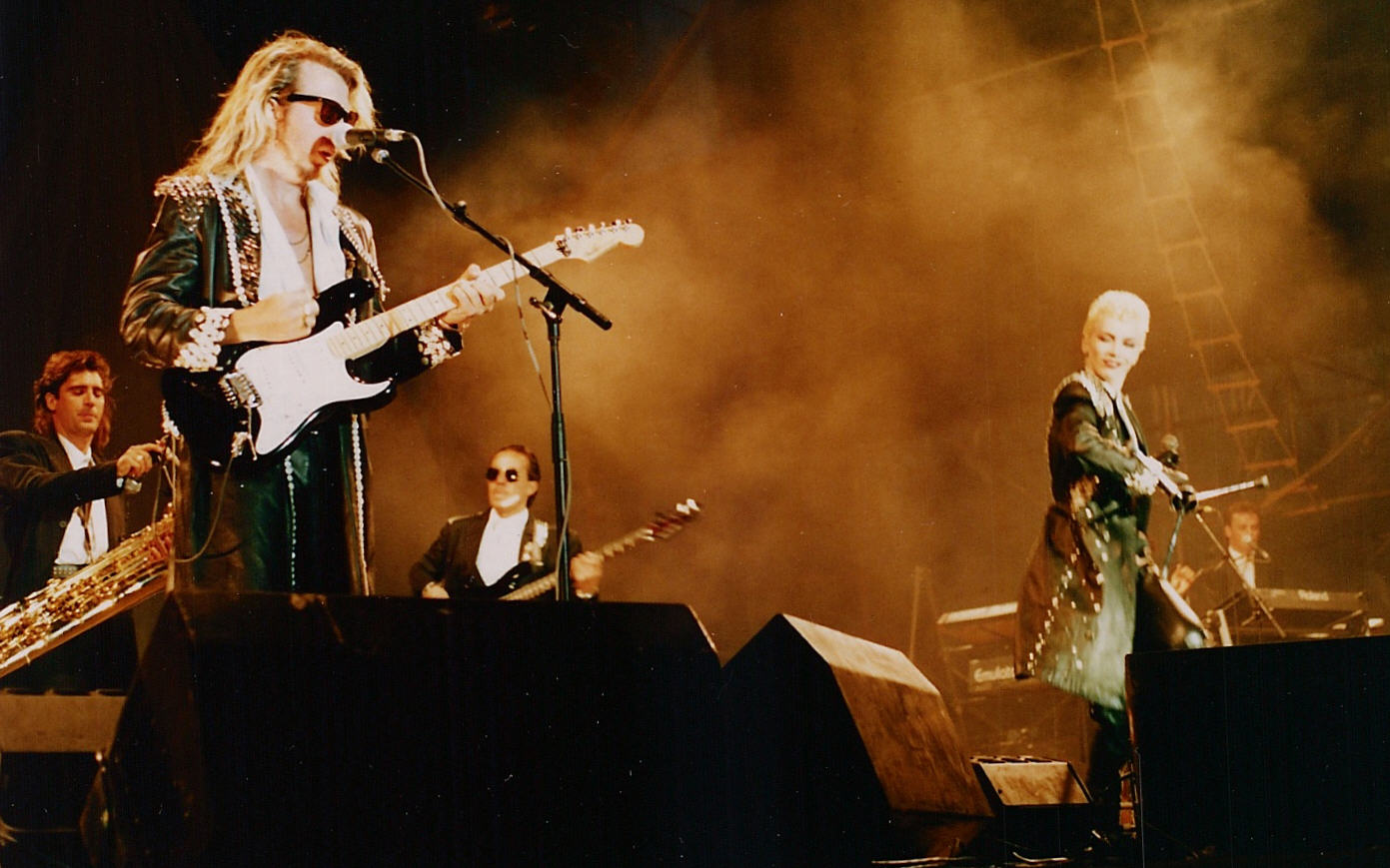
Eurythmics (1987)

Dies ist eine Übersicht über die Auszeichnungen für Musikverkäufe des britischen Pop-Duos Eurythmics. Die Auszeichnungen finden sich nach ihrer Art (Gold, Platin usw.), nach Staaten getrennt in chronologischer Reihenfolge, geordnet sowie nach den Tonträgern selbst, ebenfalls in chronologischer Reihenfolge, getrennt nach Medium (Alben, Singles usw.), wieder.

## Auszeichnungen
| - Vereinigtes Königreich - 1983: für die Single Who’s That Girl? - 1984: für die Single Here Comes the Rain Again - 1984: für die Single Sexcrime (Nineteen Eighty-Four) - 2021: für die Single There Must Be an Angel (Playing with My Heart) - 2024: für die Single Thorn in My Side - Australien - 1985: für die Single Would I Lie to You? - 1990: für das Videoalbum Live - 2007: für das Videoalbum Peacetour - Belgien - 1999: für das Album Peace - 2008: für das Album Ultimate Collection - Deutschland - 1986: für das Album Be Yourself Tonight - 1986: für das Album Revenge - 1991: für das Album Touch - 1991: für das Album Sweet Dreams (Are Made of This) - 1999: für das Album Peace - Finnland - 1991: für das Album Greatest Hits - 1998: für das Album Be Yourself Tonight - Frankreich - 1983: für die Single Sweet Dreams (Are Made of This) - 1986: für das Album Be Yourself Tonight - 1988: für das Album Savage - 1989: für das Album We Too Are One - 1999: für das Album Peace - Italien - 1987: für das Album Revenge - 2014: für das Album Ultimate Collection - Japan - 1996: für das Album Greatest Hits - Kanada - 1983: für die Single Sweet Dreams (Are Made of This) - 1984: für die Single Here Comes the Rain Again - 1985: für das Album 1984 (For the Love of Big Brother) - 1985: für die Single Would I Lie to You? - 1985: für die Single There Must Be an Angel (Playing with My Heart) - 1991: für das Videoalbum Eurythmics Greatest Hits - Neuseeland - 1988: für das Album Savage - 1989: für das Album We Too Are One - 2006: für das Album Ultimate Collection - Niederlande - 1984: für das Album Touch - Österreich - 1987: für das Album Revenge - Schweden - 1999: für das Album Peace - Schweiz - 1988: für das Album Savage - 1989: für das Album We Too Are One - 1999: für das Album Peace - Spanien - 1987: für das Album Revenge - 1990: für das Album We Too Are One - Vereinigte Staaten - 1983: für die Single Sweet Dreams (Are Made of This) - 1983: für das Album Sweet Dreams (Are Made of This) - 1986: für das Album Revenge - 1999: für das Album Peace - Vereinigtes Königreich - 1984: für das Album 1984 (For the Love of Big Brother) - 1985: für die Single There Must Be an Angel (Playing with My Heart) - 1993: für das Album Live 1983–1989 - 1999: für das Album Peace | - Australien - 1990: für das Album We Too Are One - 2009: für das Videoalbum Ultimate Collection - Deutschland - 2023: für das Album Ultimate Collection - Europa - 1999: für das Album Peace - Finnland - 1986: für das Album Revenge - Frankreich - 1991: für das Album Greatest Hits - Kanada - 1987: für das Album Savage - 1989: für das Album We Too Are One - 1999: für das Album Peace - Neuseeland - 1984: für das Album Sweet Dreams (Are Made of This) - 1984: für das Album Touch - 1987: für das Album Be Yourself Tonight - Niederlande - 1991: für das Album Greatest Hits - Norwegen - 1986: für das Album Revenge - 1995: für das Album Greatest Hits - Österreich - 1991: für das Album Greatest Hits - Schweden - 1988: für das Album Savage - 1989: für das Album We Too Are One - 1991: für das Album Greatest Hits - Schweiz - 1987: für das Album Revenge - Spanien - 1991: für das Album Greatest Hits - Vereinigte Staaten - 1984: für das Album Touch - 1985: für das Album Be Yourself Tonight - Vereinigtes Königreich - 1984: für das Album Touch - 1984: für das Album Sweet Dreams (Are Made of This) - 1987: für das Album Savage | - Deutschland - 2025: für die Single Sweet Dreams (Are Made of This) - Australien - 2018: für das Album Ultimate Collection - Dänemark - 2024: für die Single Sweet Dreams (Are Made of This) - Europa - 1992: für das Album Greatest Hits - Irland - 2005: für das Album Ultimate Collection - Italien - 2000: für das Album Peace - 2023: für die Single Sweet Dreams (Are Made of This) - Kanada - 1984: für das Album Touch - 1985: für das Album Be Yourself Tonight - 1986: für das Album Revenge - 1986: für das Album Sweet Dreams (Are Made of This) - Schweden - 1987: für das Album Be Yourself Tonight - Schweiz - 1997: für das Album Greatest Hits - Spanien - 2024: für die Single Sweet Dreams (Are Made of This) - Vereinigtes Königreich - 1986: für das Album Be Yourself Tonight - 1987: für das Album Revenge - 1990: für das Album We Too Are One - Deutschland - 2021: für das Album Greatest Hits - Australien - 1991: für das Album Greatest Hits - Kanada - 1996: für das Album Greatest Hits - Vereinigte Staaten - 1996: für das Album Greatest Hits - Vereinigtes Königreich - 2013: für das Album Ultimate Collection - 2024: für die Single Sweet Dreams (Are Made of This) - Australien - 2002: für das Album Revenge - Neuseeland - 2002: für das Album Greatest Hits - 2024: für die Single Sweet Dreams (Are Made of This) - Neuseeland - 1987: für das Album Revenge - Vereinigtes Königreich - 1993: für das Album Greatest Hits |

## Auszeichnungen nach Alben

### Sweet Dreams (Are Made of This)
| Land/Region                  | Auszeichnungen für Musikverkäufe (Land/Region, Auszeichnung, Verkäufe) | Verkäufe  |
| ---------------------------- | ---------------------------------------------------------------------- | --------- |
| Deutschland (BVMI)           | Gold                                                                   | 250.000   |
| Kanada (MC)                  | 2× Platin                                                              | 200.000   |
| Neuseeland (RMNZ)            | Platin                                                                 | 20.000    |
| Vereinigte Staaten (RIAA)    | Gold                                                                   | 500.000   |
| Vereinigtes Königreich (BPI) | Platin                                                                 | 300.000   |
| Insgesamt                    | 2× Gold · 4× Platin ·                                                  | 1.270.000 |

### Touch
| Land/Region                  | Auszeichnungen für Musikverkäufe (Land/Region, Auszeichnung, Verkäufe) | Verkäufe  |
| ---------------------------- | ---------------------------------------------------------------------- | --------- |
| Deutschland (BVMI)           | Gold                                                                   | 250.000   |
| Kanada (MC)                  | 2× Platin                                                              | 200.000   |
| Neuseeland (RMNZ)            | Platin                                                                 | 20.000    |
| Niederlande (NVPI)           | Gold                                                                   | 50.000    |
| Vereinigte Staaten (RIAA)    | Platin                                                                 | 1.000.000 |
| Vereinigtes Königreich (BPI) | Platin                                                                 | 300.000   |
| Insgesamt                    | 2× Gold · 5× Platin ·                                                  | 1.820.000 |

### 1984 (For the Love of Big Brother)
| Land/Region                  | Auszeichnungen für Musikverkäufe (Land/Region, Auszeichnung, Verkäufe) | Verkäufe |
| ---------------------------- | ---------------------------------------------------------------------- | -------- |
| Kanada (MC)                  | Gold                                                                   | 50.000   |
| Vereinigtes Königreich (BPI) | Gold                                                                   | 100.000  |
| Insgesamt                    | 2× Gold ·                                                              | 150.000  |

### Be Yourself Tonight
| Land/Region                  | Auszeichnungen für Musikverkäufe (Land/Region, Auszeichnung, Verkäufe) | Verkäufe  |
| ---------------------------- | ---------------------------------------------------------------------- | --------- |
| Deutschland (BVMI)           | Gold                                                                   | 250.000   |
| Finnland (IFPI)              | Gold                                                                   | 27.170    |
| Frankreich (SNEP)            | Gold                                                                   | 100.000   |
| Kanada (MC)                  | 2× Platin                                                              | 200.000   |
| Neuseeland (RMNZ)            | Platin                                                                 | 20.000    |
| Schweden (IFPI)              | 2× Platin                                                              | 200.000   |
| Vereinigte Staaten (RIAA)    | Platin                                                                 | 1.000.000 |
| Vereinigtes Königreich (BPI) | 2× Platin                                                              | 600.000   |
| Insgesamt                    | 3× Gold · 8× Platin ·                                                  | 2.397.170 |

### Revenge
| Land/Region                  | Auszeichnungen für Musikverkäufe (Land/Region, Auszeichnung, Verkäufe) | Verkäufe  |
| ---------------------------- | ---------------------------------------------------------------------- | --------- |
| Australien (ARIA)            | 4× Platin                                                              | 280.000   |
| Deutschland (BVMI)           | Gold                                                                   | 250.000   |
| Finnland (IFPI)              | Platin                                                                 | 48.885    |
| Italien (FIMI)               | Gold                                                                   | 100.000   |
| Kanada (MC)                  | 2× Platin                                                              | 200.000   |
| Neuseeland (RMNZ)            | 5× Platin                                                              | 100.000   |
| Norwegen (IFPI)              | Platin                                                                 | 100.000   |
| Österreich (IFPI)            | Gold                                                                   | 25.000    |
| Schweiz (IFPI)               | Platin                                                                 | 50.000    |
| Spanien (Promusicae)         | Gold                                                                   | 50.000    |
| Vereinigte Staaten (RIAA)    | Gold                                                                   | 500.000   |
| Vereinigtes Königreich (BPI) | 2× Platin                                                              | 600.000   |
| Insgesamt                    | 5× Gold · 16× Platin ·                                                 | 2.303.885 |

### Savage
| Land/Region                  | Auszeichnungen für Musikverkäufe (Land/Region, Auszeichnung, Verkäufe) | Verkäufe |
| ---------------------------- | ---------------------------------------------------------------------- | -------- |
| Frankreich (SNEP)            | Gold                                                                   | 100.000  |
| Kanada (MC)                  | Platin                                                                 | 100.000  |
| Neuseeland (RMNZ)            | Gold                                                                   | 10.000   |
| Schweden (IFPI)              | Platin                                                                 | 100.000  |
| Schweiz (IFPI)               | Gold                                                                   | 25.000   |
| Vereinigtes Königreich (BPI) | Platin                                                                 | 300.000  |
| Insgesamt                    | 3× Gold · 3× Platin ·                                                  | 635.000  |

### We Too Are One
| Land/Region                  | Auszeichnungen für Musikverkäufe (Land/Region, Auszeichnung, Verkäufe) | Verkäufe  |
| ---------------------------- | ---------------------------------------------------------------------- | --------- |
| Australien (ARIA)            | Platin                                                                 | 70.000    |
| Frankreich (SNEP)            | Gold                                                                   | 100.000   |
| Kanada (MC)                  | Platin                                                                 | 100.000   |
| Neuseeland (RMNZ)            | Gold                                                                   | 10.000    |
| Schweden (IFPI)              | Platin                                                                 | 100.000   |
| Schweiz (IFPI)               | Gold                                                                   | 25.000    |
| Spanien (Promusicae)         | Gold                                                                   | 50.000    |
| Vereinigtes Königreich (BPI) | 2× Platin                                                              | 600.000   |
| Insgesamt                    | 4× Gold · 5× Platin ·                                                  | 1.055.000 |

### Greatest Hits
| Land/Region                  | Auszeichnungen für Musikverkäufe (Land/Region, Auszeichnung, Verkäufe) | Verkäufe    |
| ---------------------------- | ---------------------------------------------------------------------- | ----------- |
| Australien (ARIA)            | 3× Platin                                                              | 210.000     |
| Deutschland (BVMI)           | 5× Gold                                                                | 1.250.000   |
| Europa (IFPI)                | 3× Platin                                                              | (3.000.000) |
| Finnland (IFPI)              | Gold                                                                   | 32.801      |
| Frankreich (SNEP)            | Platin                                                                 | 300.000     |
| Japan (RIAJ)                 | Gold                                                                   | 100.000     |
| Kanada (MC)                  | 3× Platin                                                              | 300.000     |
| Neuseeland (RMNZ)            | 4× Platin                                                              | 60.000      |
| Niederlande (NVPI)           | Platin                                                                 | 100.000     |
| Norwegen (IFPI)              | Platin                                                                 | 50.000      |
| Österreich (IFPI)            | Platin                                                                 | 50.000      |
| Schweden (IFPI)              | Platin                                                                 | 100.000     |
| Schweiz (IFPI)               | 2× Platin                                                              | 100.000     |
| Spanien (Promusicae)         | Platin                                                                 | 100.000     |
| Vereinigte Staaten (RIAA)    | 3× Platin                                                              | 3.000.000   |
| Vereinigtes Königreich (BPI) | 6× Platin                                                              | 1.800.000   |
| Insgesamt                    | 3× Gold · 36× Platin ·                                                 | 7.552.801   |

### Live 1983–1989
| Land/Region                  | Auszeichnungen für Musikverkäufe (Land/Region, Auszeichnung, Verkäufe) | Verkäufe |
| ---------------------------- | ---------------------------------------------------------------------- | -------- |
| Vereinigtes Königreich (BPI) | Gold                                                                   | 100.000  |
| Insgesamt                    | 1× Gold ·                                                              | 100.000  |

### Peace
| Land/Region                  | Auszeichnungen für Musikverkäufe (Land/Region, Auszeichnung, Verkäufe) | Verkäufe  |
| ---------------------------- | ---------------------------------------------------------------------- | --------- |
| Belgien (BRMA)               | Gold                                                                   | (25.000)  |
| Deutschland (BVMI)           | Gold                                                                   | (250.000) |
| Europa (IFPI)                | Platin                                                                 | 1.000.000 |
| Frankreich (SNEP)            | Gold                                                                   | (100.000) |
| Italien (FIMI)               | 2× Platin                                                              | (200.000) |
| Kanada (MC)                  | Platin                                                                 | 100.000   |
| Schweden (IFPI)              | Gold                                                                   | (50.000)  |
| Schweiz (IFPI)               | Gold                                                                   | (25.000)  |
| Vereinigte Staaten (RIAA)    | Gold                                                                   | 500.000   |
| Vereinigtes Königreich (BPI) | Gold                                                                   | (100.000) |
| Insgesamt                    | 7× Gold · 4× Platin ·                                                  | 1.600.000 |

### Ultimate Collection
| Land/Region                  | Auszeichnungen für Musikverkäufe (Land/Region, Auszeichnung, Verkäufe) | Verkäufe  |
| ---------------------------- | ---------------------------------------------------------------------- | --------- |
| Australien (ARIA)            | 2× Platin                                                              | 140.000   |
| Belgien (BRMA)               | Gold                                                                   | 25.000    |
| Deutschland (BVMI)           | Platin                                                                 | 200.000   |
| Irland (IRMA)                | 2× Platin                                                              | 30.000    |
| Italien (FIMI)               | Gold                                                                   | 25.000    |
| Neuseeland (RMNZ)            | Gold                                                                   | 7.500     |
| Vereinigtes Königreich (BPI) | 3× Platin                                                              | 900.000   |
| Insgesamt                    | 3× Gold · 8× Platin ·                                                  | 1.327.500 |

## Auszeichnungen nach Singles

### Sweet Dreams (Are Made of This)
| Land/Region                  | Auszeichnungen für Musikverkäufe (Land/Region, Auszeichnung, Verkäufe) | Verkäufe  |
| ---------------------------- | ---------------------------------------------------------------------- | --------- |
| Dänemark (IFPI)              | 2× Platin                                                              | 180.000   |
| Deutschland (BVMI)           | 3× Gold                                                                | 900.000   |
| Frankreich (SNEP)            | Gold                                                                   | 250.000   |
| Italien (FIMI)               | 2× Platin                                                              | 200.000   |
| Kanada (MC)                  | Gold                                                                   | 50.000    |
| Neuseeland (RMNZ)            | 4× Platin                                                              | 120.000   |
| Spanien (Promusicae)         | 2× Platin                                                              | 120.000   |
| Vereinigte Staaten (RIAA)    | Gold                                                                   | 1.000.000 |
| Vereinigtes Königreich (BPI) | 3× Platin                                                              | 1.800.000 |
| Insgesamt                    | 4× Gold · 14× Platin ·                                                 | 4.620.000 |

### Who’s That Girl?
| Land/Region                  | Auszeichnungen für Musikverkäufe (Land/Region, Auszeichnung, Verkäufe) | Verkäufe |
| ---------------------------- | ---------------------------------------------------------------------- | -------- |
| Vereinigtes Königreich (BPI) | Silber                                                                 | 250.000  |
| Insgesamt                    | 1× Silber ·                                                            | 250.000  |

### Here Comes the Rain Again
| Land/Region                  | Auszeichnungen für Musikverkäufe (Land/Region, Auszeichnung, Verkäufe) | Verkäufe |
| ---------------------------- | ---------------------------------------------------------------------- | -------- |
| Kanada (MC)                  | Gold                                                                   | 50.000   |
| Vereinigtes Königreich (BPI) | Silber                                                                 | 250.000  |
| Insgesamt                    | 1× Silber · 1× Gold ·                                                  | 300.000  |

### Sexcrime (Nineteen Eighty-Four)
| Land/Region                  | Auszeichnungen für Musikverkäufe (Land/Region, Auszeichnung, Verkäufe) | Verkäufe |
| ---------------------------- | ---------------------------------------------------------------------- | -------- |
| Vereinigtes Königreich (BPI) | Silber                                                                 | 250.000  |
| Insgesamt                    | 1× Silber ·                                                            | 250.000  |

### Would I Lie to You?
| Land/Region       | Auszeichnungen für Musikverkäufe (Land/Region, Auszeichnung, Verkäufe) | Verkäufe |
| ----------------- | ---------------------------------------------------------------------- | -------- |
| Australien (ARIA) | Gold                                                                   | 35.000   |
| Kanada (MC)       | Gold                                                                   | 50.000   |
| Insgesamt         | 2× Gold ·                                                              | 85.000   |

### There Must Be an Angel (Playing with My Heart)
| Land/Region                  | Auszeichnungen für Musikverkäufe (Land/Region, Auszeichnung, Verkäufe) | Verkäufe |
| ---------------------------- | ---------------------------------------------------------------------- | -------- |
| Kanada (MC)                  | Gold                                                                   | 50.000   |
| Vereinigtes Königreich (BPI) | Gold (Physisch) · + Silber (Digital)                                   | 700.000  |
| Insgesamt                    | 1× Silber · 2× Gold ·                                                  | 750.000  |

### Thorn in My Side
| Land/Region                  | Auszeichnungen für Musikverkäufe (Land/Region, Auszeichnung, Verkäufe) | Verkäufe |
| ---------------------------- | ---------------------------------------------------------------------- | -------- |
| Vereinigtes Königreich (BPI) | Silber                                                                 | 200.000  |
| Insgesamt                    | 1× Silber ·                                                            | 200.000  |

## Auszeichnungen nach Videoalben

### Live
| Land/Region       | Auszeichnungen für Musikverkäufe (Land/Region, Auszeichnung, Verkäufe) | Verkäufe |
| ----------------- | ---------------------------------------------------------------------- | -------- |
| Australien (ARIA) | Gold                                                                   | 7.500    |
| Insgesamt         | 1× Gold ·                                                              | 7.500    |

### Eurythmics Greatest Hits
| Land/Region | Auszeichnungen für Musikverkäufe (Land/Region, Auszeichnung, Verkäufe) | Verkäufe |
| ----------- | ---------------------------------------------------------------------- | -------- |
| Kanada (MC) | Gold                                                                   | 5.000    |
| Insgesamt   | 1× Gold ·                                                              | 5.000    |

### Peacetour
| Land/Region       | Auszeichnungen für Musikverkäufe (Land/Region, Auszeichnung, Verkäufe) | Verkäufe |
| ----------------- | ---------------------------------------------------------------------- | -------- |
| Australien (ARIA) | Gold                                                                   | 7.500    |
| Insgesamt         | 1× Gold ·                                                              | 7.500    |

### Ultimate Collection
| Land/Region       | Auszeichnungen für Musikverkäufe (Land/Region, Auszeichnung, Verkäufe) | Verkäufe |
| ----------------- | ---------------------------------------------------------------------- | -------- |
| Australien (ARIA) | Platin                                                                 | 15.000   |
| Insgesamt         | 1× Platin ·                                                            | 15.000   |

## Statistik und Quellen
| Land/RegionAuszeichnungen für Musikverkäufe (Land/Region, Auszeichnungen, Verkäufe, Quellen) | Silber     | Gold       | Platin         | Verkäufe    | Quellen                       |
| -------------------------------------------------------------------------------------------- | ---------- | ---------- | -------------- | ----------- | ----------------------------- |
| Australien (ARIA)                                                                            | —          | 3× Gold3   | 11× Platin11   | 765.000     | aria.com.au                   |
| Belgien (BRMA)                                                                               | —          | 2× Gold2   | —              | 50.000      | ultratop.be                   |
| Dänemark (IFPI)                                                                              | —          | —          | 2× Platin2     | 180.000     | ifpi.dk                       |
| Deutschland (BVMI)                                                                           | —          | 7× Gold7   | 4× Platin4     | 3.600.000   | musikindustrie.de             |
| Europa (IFPI)                                                                                | —          | —          | 4× Platin4     | (4.000.000) | ifpi.org                      |
| Finnland (IFPI)                                                                              | —          | 2× Gold2   | Platin1        | 108.865     | ifpi.fi                       |
| Frankreich (SNEP)                                                                            | —          | 5× Gold5   | Platin1        | 950.000     | infodisc.fr snepmusique.com   |
| Irland (IRMA)                                                                                | —          | —          | 2× Platin2     | 30.000      | irishcharts.ie                |
| Italien (FIMI)                                                                               | —          | 2× Gold2   | 4× Platin4     | 525.000     | fimi.it                       |
| Japan (RIAJ)                                                                                 | —          | Gold1      | —              | 100.000     | riaj.or.jp                    |
| Kanada (MC)                                                                                  | —          | 6× Gold6   | 14× Platin14   | 1.655.000   | musiccanada.com               |
| Neuseeland (RMNZ)                                                                            | —          | 3× Gold3   | 16× Platin16   | 367.500     | aotearoamusiccharts.co.nz NZ2 |
| Niederlande (NVPI)                                                                           | —          | Gold1      | Platin1        | 150.000     | nvpi.nl                       |
| Norwegen (IFPI)                                                                              | —          | —          | 2× Platin2     | 150.000     | ifpi.no                       |
| Österreich (IFPI)                                                                            | —          | Gold1      | Platin1        | 75.000      | ifpi.at                       |
| Schweden (IFPI)                                                                              | —          | Gold1      | 5× Platin5     | 550.000     | sverigetopplistan.se          |
| Schweiz (IFPI)                                                                               | —          | 3× Gold3   | 3× Platin3     | 325.000     | hitparade.ch                  |
| Spanien (Promusicae)                                                                         | —          | 2× Gold2   | 3× Platin3     | 320.000     | elportaldemusica.es ES2 ES3   |
| Vereinigte Staaten (RIAA)                                                                    | —          | 4× Gold4   | 5× Platin5     | 7.500.000   | riaa.com                      |
| Vereinigtes Königreich (BPI)                                                                 | 5× Silber5 | 4× Gold4   | 21× Platin21   | 9.050.000   | bpi.co.uk                     |
| Insgesamt                                                                                    | 5× Silber5 | 47× Gold47 | 100× Platin100 |             |                               |